# 1658
1658. је била проста година.

## Догађаји
- Устанак седам племена (1658.) устанак Срба у Црној Гори и Херцеговини против османске окупације

### Фебруар
- 26. фебруар — Роскилдски мир

### Децембар
- 20. децембар — Мир у Велизару

## Рођења

### Фебруар
- 5. октобар — Марија Моденска, енглеска краљица